# Youth (album)
Youth är en album med Matisyahu som kom ut den 7 mars 2006.

## Låtlista
1. Fire of Heaven / Altar of Earth - 3:59
2. Youth - 4:18
3. Time of Your Song - 4:27
4. Dispatch the Troops - 4:05
5. Indestructible - 4:09
6. What I'm Fighting For - 2:11
7. Jerusalem - 4:00
8. WP - 3:58
9. Shalom/Saalam - 1:06
10. Late Night in Zion - 3:13
11. Unique is My Dove - 3:24
12. Ancient Lullaby - 4:18
13. King Without a Crown - 3:42